# Bankautomata

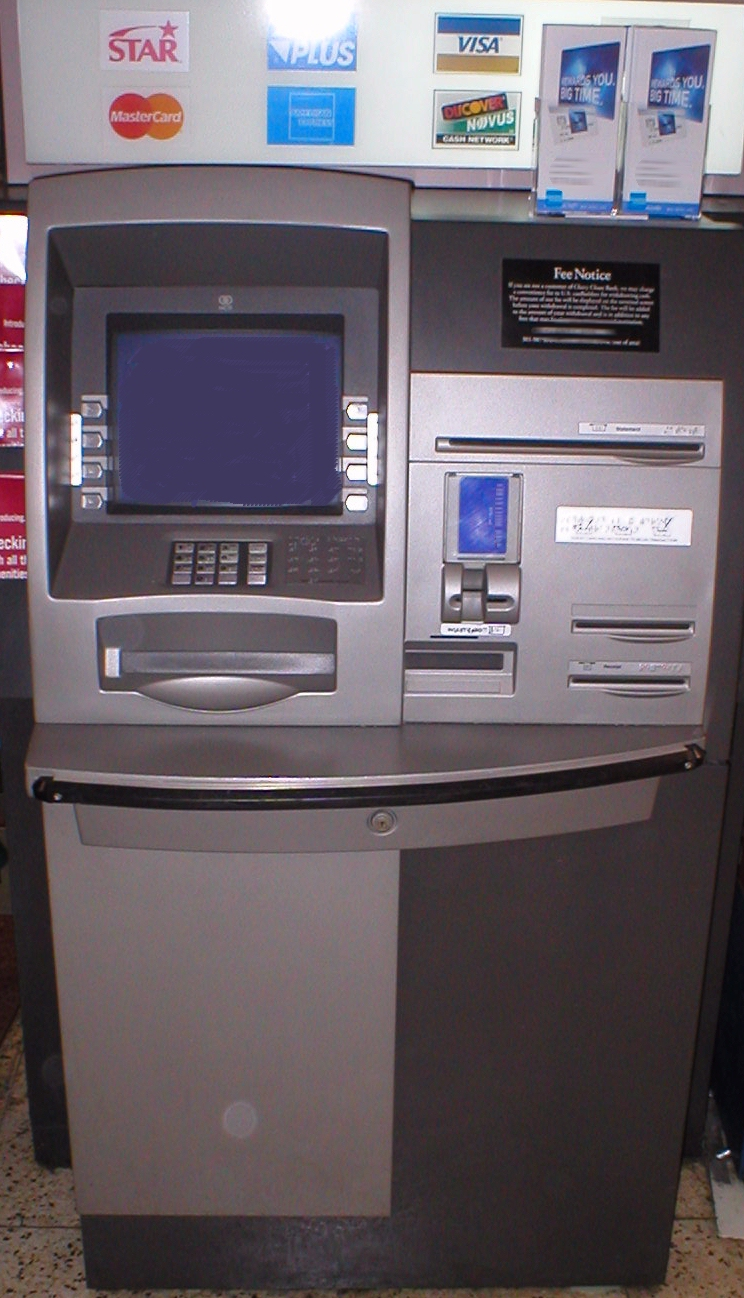
Egy NCR Personas 75-Series többfunkciós ATM az Egyesült Államokban

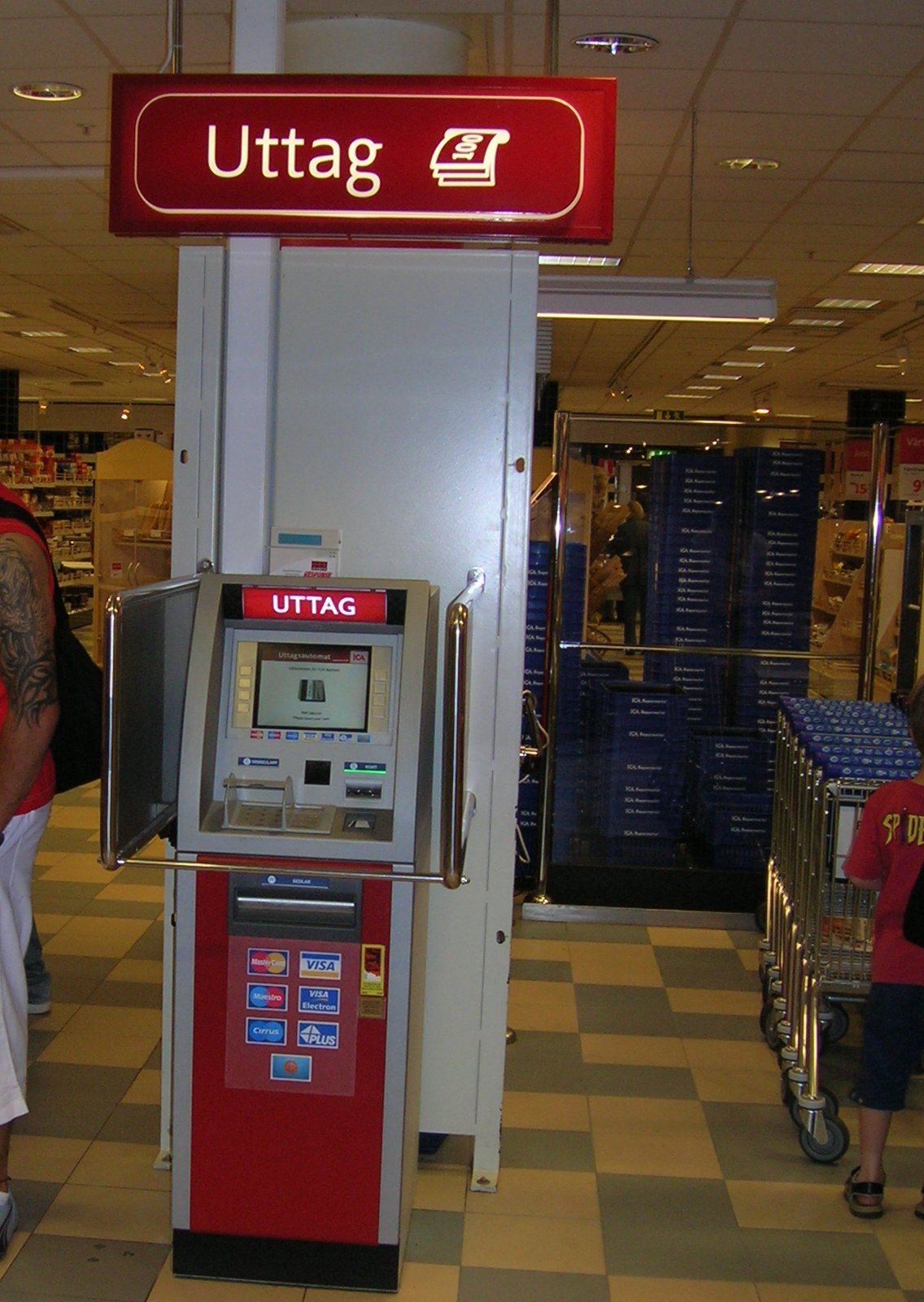
Svéd ATM egy élelmiszerboltban

A bankautomata (automated teller machine, ATM) olyan elektromechanikus berendezés, amely lehetővé teszi a kártyabirtokosnak, hogy bankszámlájáról készpénzt vegyen fel vagy más pénzügyi szolgáltatást – például egyenleglekérdezést, készpénzbefizetést, átutalást – vegyen igénybe. Elterjedt még a bankomat elnevezés is. Az ATM mágnescsíkos és chip-es bankkártyákat tud kezelni. Működtetése: be kell helyezni a bankkártyát az arra szolgáló nyílásba a megfelelő helyzetben – vagy az ATM érintéses olvasójához kell érinteni –, ekkor az ATM automatikusan beolvassa a kártya adatait, ellenőrzi érvényességét, majd a kijelzőn felszólítja a felhasználót, hogy adja meg pin-kódját. Miután ennek ellenőrzése is megtörtént, a kijelzőn megjelenik egy menü, melynek segítségével választani lehet az ATM szolgáltatásai közül. A tranzakció kiválasztását követően az ATM elküldi a kérést a kártyát kibocsátó banknak. Sikeres autorizáció esetén az ATM végrehajtja a kért szolgáltatást. 
A leggyakoribb ATM-szolgáltatások:
- Készpénzfelvét
- Készpénzbefizetés
- Kártya aktiválása
- PIN változtatása
- Számlaegyenleg lekérdezése
- Mobiltelefonegyenleg-feltöltés
- Lottószelvény vásárlása
- Utasbiztosítás kötése
- Közüzemi számla befizetése (pl. gáz-, tv-, villanyszámla)

## Bűncselekmények a bankautomaták ellen
A bankautomaták a bennük tárolt jelentős mennyiségű készpénz miatt mindig is komoly csáberőt jelentettek a bűnözőknek. A különböző bűnözői körök eltérő módszerekkel kísérleteztek annak érdekében, hogy meg tudják szerezni az automatákban rejlő pénzt. Az alkalmazott módszerek között szerepelt az automata felrobbantása, az önálló automata kitépése a helyéről és az egész berendezés elszállítása. Ennél kifinomultabb módszerek voltak azok, amelyek az automatában pénzfelvételre használt bankkártyák lemásolásával, és a használóik adatainak ellopásával operáltak.
E bűnözői módszerek a legtöbb országban főleg a 2000-es években terjedtek el, ám ezzel párhuzamosan a bankbiztonsági szakma is igyekezett folyamatosan fejleszteni az automaták védelmét, úgy általában, mint célzottan az egyes bűnelkövetési módszerek kivédése érdekében is. A 2010-es évekre az ilyen típusú bűncselekmények száma mindenütt lecsökkent, mert világszerte folyamatosan nő azon bankautomaták száma, amelyeket valamilyen módszerrel (nem ritkán több módszer kombinálásával) felvérteztek ezek ellen.

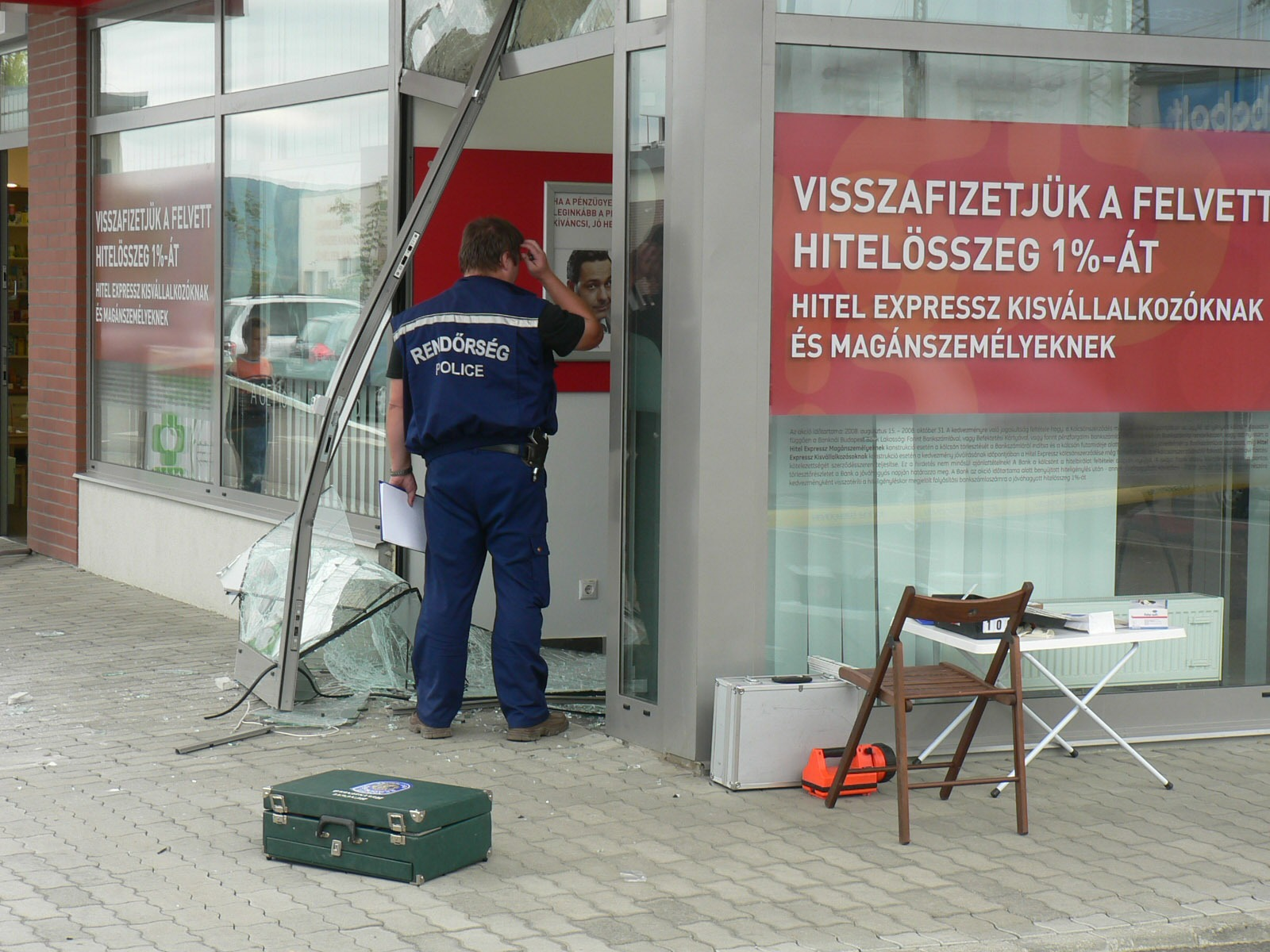
Ellopott ATM helyszínelése 2008-ban

Az erőszakot alkalmazó, ATM-ekkel szemben elkövetett bűncselekmények kivédésére használt, leggyakoribb módszerek közé tartozik az a megoldás, amikor festékpatronok színezik el az ATM-ben lévő pénzt, abban a pillanatban, amint az automatát megmozdítják; illetve az, amikor GPS-jeladó ad tájékoztatást állandó jelleggel az automata helyéről. A bankkártyák klónozásával elkövetett bűncselekmények elhárításában kombinált módszereket alkalmaznak a bankbiztonsági cégek, de jelentős szerepe van az ilyen típusú bűnesetek kivédésében annak is, ha a bankkártyát használó ügyfelek alapos tájékoztatást kapnak arról, milyen körülményekre figyeljenek az ATM használatakor, illetve mely esetben fogjanak gyanút (és értesítsék az automata biztonságáért felelős illetékeseket).
Az internet elterjedésével, az utóbbi években egyre gyakrabbá váltak a szoftveres visszaélések, amikor az ATM számítógépéhez csatlakozva - az ATM szoftveres vezérlését kijátszva - kiadatják a géppel a bankjegyeket. 

## Külső hivatkozások
- Britain celebrates 40 years of the ATM (angolul)
- The Money Machines (angolul)